# Гомати
Река Гомти, Гумти или Гомати је притока Ганга. Према хиндуистичким веровањима, река је ћерка Риши Вашисте а купање у Гомати на Екадаши (једанаести дан две лунарне фазе месеца хиндуистичког календара) може да опере грехе. Према Багавата Пурани, једном од главних хиндуистичких верских дела, Гомати је једна од индијских трансценденталних река. Тамо се налази ретка Гомати чакра.

## Географија
Гомати, река коју напајају монсуни и подземне воде, потиче из Гомат Тала близу Мадо Танде, дистрикт Пилибит, Индија. Тече 960 км кроз Утар Прадеш и улива се у Ганг у близини Саидпура, Каити, 27 км од округа Варанаси.
Среће се са малом реком Гаихае, 20 км од свог настанка. Гомати је уски водоток док не стигне до Мохамади Керија, под-дистрикта округа Лакимпур Кери (око 68 км од свог извора), где му се придружују притоке као што су Сукета, Чоха и Андра Чоха. Река је тада добро дефинисана, а притока Катина придружује јој се у Маиланију, а притока Сарајан у једном селу у округу Ситапур. Главна притока је река Саи која се спаја са реком Гомати код Џаунпура. Храм Маркандеј Махадео налази се на ушћу Гомати реке у Ганг.
После 190 км Гомати улази у Лакнау, главни град Утар Прадеша, вијугајући кроз град око 12 км и снабдевајући га водом. У области града Лакнау 25 градских испуста излива непречишћену канализацију у реку. На низводном крају, Гомати брана претвара реку у језеро.
Уз Лакнау, Гола Гокаран Нат, Мисрик, Немсар, Лакимпур Кери, Султанпур Керакат, Џаунпур и Зафарабад су најистакнутији од 20 градова у сливу реке. Река пресеца округ Султанпур и Џаунпур на пола, ширећи се у граду.

## Загађење
Река Гомати је загађена на неколико тачака свог тока од 940 км кроз алувијалне равни у Утар Прадешу. Главни извори загађења су индустријски отпад и отпадне воде из фабрика шећера и дестилерија и отпадне воде из домаћинстава.
Река и њене притоке сакупљају велике количине људских и индустријских загађивача током протока кроз подручје од око 18 милиона људи. Висок ниво загађења угрожава водени живот реке Гомати. Дана 25. јула 2008. године, постављен је камен темељац постројења за пречишћавање отпадних вода од 345×106 L (91.000.000 US gal).
Постројење, које је промовисано као највеће у Азији, није успело; 2014. године наводно је радило са 10% капацитета а изван постројења (близу Барваре) необрађена канализација и чврсти отпад доспевали су у реку. Постројење је требало да прихвати 23 главна одвода која улазе у Гомати.

## Контраверза о развоју обале реке
Гомти је деценијама била угрожена река, посебно у Лакнау и око њега. Три су главна питања: 
1. Насипи - високи насипи изграђени су око реке како би заштитили становништво Лакнауа након велике поплаве током 1970-их, мењајући природну поплавну равницу реке Гомати.
2. Загађење - Гомати има 40 природних одвода, од којих су 23 главна. Одводи, који су вишак воде уносили у реку током монсуна и допуњавали подземни водни ниво, смањени су како би у реку одвозили отпадну воду из домаћинстава и индустрије.
3. Развој - речне поплавне равнице и плодно земљиште прекривене су стамбеним насељима, попут Гомти Нагара и Тривени Нагара. Гомати је почела да се повлачи крајем 1970-их, а била је под великим стресом 2016.[8]

Иако су владине агенције планирале велике пројекте, попут постројења за пречишћавање отпадних вода Барвара и механичког багерисања, већина је била неуспешна. Гомати се током монсуна подиже за 10–12 метара, а 2008. године забележена је велика поплава.
Око 2012. године, новоизабрана влада и Управа за развој Лакнауа започели су студију изводљивости са Индијским технолошким институтом Рорке за изградњу речног фронта сличног речном фронту Сабармати у Ахмедабаду. Управа је поднела извештај упозоравајући на негативне последице смањења реке Гомати на мање од 250 метара ширине. На ширини од 250 метара (са зидовима на обе стране), брзина реке повећала би се за 20 процената. Тренутни насипи морали би да се подигну за 1,5 метра, а високи поплавни ниво за 1,25 метара. Два моста би могла да се сруше у условима поплаве. План је дат одељењу за наводњавање, које је у децембру 2015. године потписало меморандум о разумевању са ИТИ Рорке за спровођење сличне студије о пројекту.
Пројекат развоја уређења обале види се као политички обрачун између државне владе и владајуће странке, чија је слична изградња у Ахмедабаду преко реке Сабармати пројектована као излог развоја државе Гуџарат. Многи запажени еколози и стручњаци за речни систем жестоко су се успротивили том пројекту. Оба пројекта се виде као образац за слична мешања у речне системе широм Индије, укључујући Јамуну, Хиндон и Варуну.

## Поплава
Монсунско плављење доводи до неколико проблема када се вода повуче, укључујући опасност коју представља сушење рупа и јама (које су домаћини болести која узрокују комарци, попут маларије и денге).